# Gotthard Fliegel
Walter Gotthard Waldemar Fliegel (* 28. Dezember 1873 in Nieder-Dammer bei Steinau, Schlesien; † 22. Juni 1947 in Berlin-Nikolassee) war ein deutscher Geologe.

## Leben
Gotthard Fliegel war der Sohn des Rittergutbesitzers Julius Fliegel und dessen Ehefrau Elise, geborene Elwanger. Gotthard Fliegel besuchte von 1884 bis 1893 das Maria-Magdalenen-Gymnasium in Breslau und studierte nach dem Abitur Geologie an der Universität Breslau. Im Jahr 1898 wurde er in Breslau mit seiner Dissertation Die Verbreitung des marinen Oberkarbons in Süd- und Ostasien promoviert. Fliegel ging noch im gleichen Jahr als Assistent von Clemens August Schlüter nach Bonn an das Geologisch-Paläontologische Institut. 1903 begann seine Tätigkeit an der Preußischen Geologischen Landesanstalt in Berlin. 1911 wurde er dort Bezirksgeologe, 1920 Landesgeologe und 1923 Abteilungsdirektor. Seit 1919 war er zudem als außerordentlicher Professor an der Landwirtschaftlichen Hochschule Berlin tätig.
Gotthard Fliegel verfasste zum Teil gemeinsam mit dem preußischen Landesgeologen Wilhelm Wunstorf (1874–1945) wichtige Beiträge zur Braunkohle und zur Geologie des niederrheinischen Tieflandes. Bei der Braunkohle am Niederrhein nahm er dabei echte Tektonik mit Verwerfungen als Senkungsursache an.
Fliegel war seit dem 10. Januar 1907 mit seiner Frau Anna Marie einer Tochter des Fabrikbesitzers Friedrich Meyer aus Menden (Sauerland) verheiratet. Aus der Ehe stammten drei Töchter und sein Sohn Fritz Fliegel, der als Flugzeugführer 1941 von einem Kampfeinsatz nicht zurückkam.
Gottfried Fligel verstarb am 22. Juni 1947 um 6:15 Uhr in der Kurstraße 11 in Berlin-Nikolassee.

## Mitgliedschaften
Seit Beginn seines Studiums 1893 war er Mitglied der Burschenschaft Germania Breslau.
Gotthard Fliegel wurde noch im Gründungsjahr 1912 Mitglied der Paläontologischen Gesellschaft.

## Schriften
- Die Verbreitung des marinen Obercarbon in Süd- und Ost-Asien. In: Zeitschrift der Deutschen Geologischen Gesellschaft, I, Berlin 1898, S. 385–408 (Digitalisat)
- Ein geologisches Profil durch das Rheinische Schiefergebirge. Köln 1909 (Online-Ausgabe dilibri Rheinland-Pfalz)
- Die miozäne Braunkohlenformation am Niederrhein. Abhandlungen der Königlich Preußischen Geologischen Landesanstalt, Neue Folge, 61, Berlin 1910 (Digitalisat)
- mit Wilhelm Wunstorf: Die Geologie des Niederrheinischen Tieflandes. Abhandlungen der Königlich Preußischen Geologischen Landesanstalt, Neue Folge, 67, Berlin 1910 (Digitalisat)
- mit Jakob Stoller: "Jungtertiäre und altdiluviale pflanzenführende Ablagerungen im Niederrheingebiet", 1910
- Der Untergrund der Niederrheinischen Bucht. Abhandlungen der Preußischen Geologischen Landesanstalt, Neue Folge, 92, Berlin 1922
- Die Beziehungen zwischen dem marinen und dem kontinentalen Tertiär im Niederrheinischen Tieflande. In: Zeitschrift der Deutschen Geologischen Gesellschaft, 63, 1911, Berlin 1912, S. 509–529 (Digitalisat)
- Über Karbon und Dyas in Kleinasien nach eigenen Reisen. Zeitschrift der Deutschen Geologischen Gesellschaft, 71, B Monatsberichte, 1–4,  1919, Berlin 1920, S. 2–12 (Digitalisat)
- Über das Grundwasser des Rheintales bei Köln und den darin auftretenden Mineralquellen. Zeitschrift für praktische Geologie, Band 28, 1920
- Zur Geologie des Niederrheinischen Braunkohlenbeckens,  Erläuterungen zu den Blättern Frechen, Köln, Kerpen, Brühl, Geologische Karte Preußens, 1937